# 柏野仁弥
柏野 仁弥（かしの まさや、1994年11月28日 - ）は、RSK山陽放送 のアナウンサー。

## 来歴
岡山県出身。早稲田大学卒業。大学在学時にはアナウンススクール山本勉強会にも通っていた。
2017年4月に鹿児島放送に入社し、同期の小田都由、鹿野未涼とともに同局のアナウンサーになる。

## 担当番組
鹿児島放送時代
- Jチャン+ - キャスター[3]
- アサデス。7（九州朝日放送） - 不定期出演[4][5][6]
- KICK OFF! KAGOSHIMA[7]
- MOGU MOGU ふぁーむ 〜幸せうまかごはん〜[8]

山陽放送時代
あもーれ!マッタリーノ（月曜パーソナリティ）